# Kołbaskowo
Kołbaskowo (deutsch Kolbitzow, auch Colbitzow) ist ein Dorf in der polnischen Woiwodschaft Westpommern. Es ist Sitz der Gmina Kołbaskowo (Landgemeinde Kolbitzow) und gehört mit dieser zum Powiat Policki (Pölitzer Kreis).

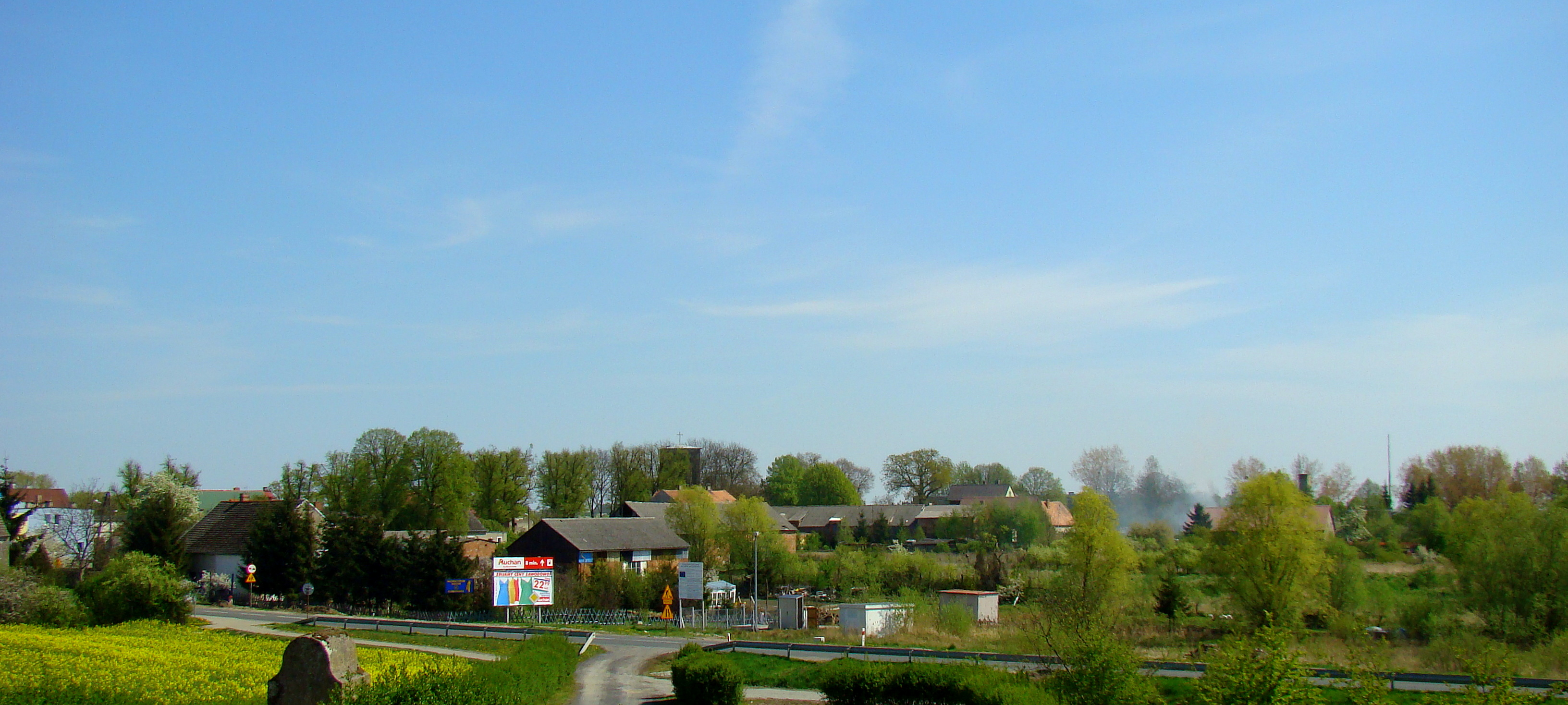
Dorfpanorama

## Geographische Lage
Das Dorf liegt im östlichen Vorpommern, zehn Kilometer südwestlich von Stettin an der Grenze zur Bundesrepublik Deutschland.

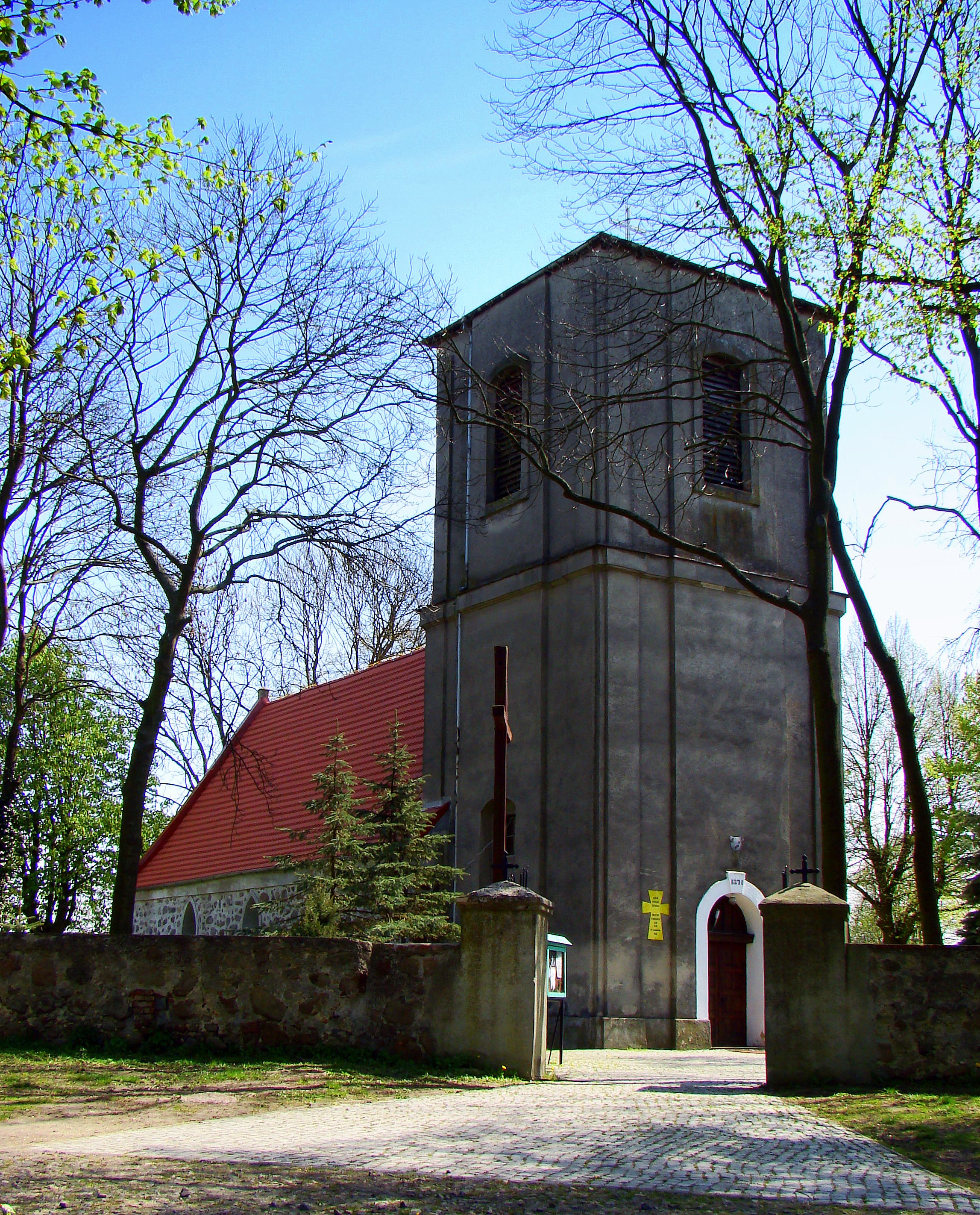
Dorfkirche, bis 1945 Gotteshaus der evangelischen Gemeinde Kolbitzow

## Geschichte
In einer Urkunde von 1303  wird das alte Kirchdorf unter dem Namen Kolbaskow genannt, mit der Bischof Heinrich die Einkünfte von drei Kirchen, nämlich der von Pomellen, Rosow und Kolbaskow, dem Nonnenkloster in Stettin zur Versorgung seiner Kranken stiftete. Die Haupteinnahmequelle der Ortschaft war die Land- und Forstwirtschaft. Um das Jahr 1775 gab es in dem Kirchdorf, das zu diesem Zeitpunkt nicht mehr dem Nonnenkloster in Stettin gehörte, zehn Bauern, einen Kossäten, einen Pfarrbauern, einen Schulmeister und eine Schmiede. Am 1. Januar 1862 gab es in Kolbitzow 33 Wohnhäuser, 35 Nebengebäude, eine Bockwindmühle mit einem Mahlgang und einem Zylinder sowie 313 Einwohner, die auf 58 Familien verteilt waren, darunter ein Katholik.
Um das Jahr 1930 hatte die Gemarkung der Gemeinde Kolbitzow eine Flächengröße von 6,2 km², und innerhalb der Gemeindegrenzen standen zusammen 61 Wohnhäuser an drei verschiedenen Wohnorten:
- Bahnhof Kolbitzow
- Chausseehaus Kolbitzow
- Kolbitzow

1925 wurden in der Gemeinde Kolbitzow 580 Einwohner gezählt, die auf 110 Haushaltungen verteilt waren.
Kolbitzow gehörte im Jahr 1945 zum Landkreis Randow im Regierungsbezirk Stettin der preußischen Provinz Pommern des Deutschen Reichs. Die Ortschaft war dem Amtsbezirk Schöningen zugeordnet.
Gegen Ende des Zweiten Weltkrieges wurde  Kolbitzow von der Roten Armee besetzt und 1945 zusammen mit anderen Teilen Pommerns und der Neumark – militärische Sperrgebiete ausgenommen – seitens der sowjetischen Besatzungsmacht der Volksrepublik Polen zur Verwaltung unterstellt. Es begann danach die allmähliche Zuwanderung von Polen. Das Dorf wurde in „Kołbaskowo“ umbenannt. In der Folgezeit wurde die einheimische Bevölkerung von der polnischen Administration aus dem besetzten Gebiet vertrieben.

### Kirchspiel
Das Kirchspiel von Kolbitzow war seit der Reformation bis 1945 evangelisch. Im Jahr 1925 wurden in Kolbitzow außer den Protestanten acht Katholiken gezählt.

### Ausbau
Seit 1. Mai 2004 ist die Zollabteilung in Kołbaskowo eines der Binnenzollämter der Europäischen Union. Im gegenwärtigen Ausbaustand sind seit dem 4. Juni 1996 die gemeinsamen Abfertigungsanlagen auf einer Fläche von 34 ha fertiggestellt. Der Grenzverkehr ist durchgehend möglich.

## Verkehr
Von der Bundesrepublik Deutschland aus erreicht man den Ort über die Bundesautobahn 11 (Europastraße 28) und über die Bundesstraße 2 (ehemalige Reichsstraße 2), von Stettin (Szczecin) und Hinterpommern aus über die Landesstraße DK 13 bzw. die Autobahn A 6.